# Bombay Bicycle Club
Bombay Bicycle Club er et indierockband fra Storbritannien dannet i 2005. Bandet udgav sit debutalbum I Had the Blues But I Shook Them Loose i 2009. Opfølgeren Flaws udkom i 2010, og i 2011 udsendte bandet sit tredje album A Different Kind of Fix i 2011. Alle tre plader er udgivet på selskabet Island.

## Diskografi
- I Had the Blues But I Shook Them Loose (2009)
- Flaws (2010)
- A Different Kind Of Fix (2011)
- So Long, See You Tomorrow (2014)

| Musikgruppe | Spire Denne artikel om en britisk musikgruppe er en spire som bør udbygges. Du er velkommen til at hjælpe Wikipedia ved at udvide den. |